# Cole (Oklahoma)
Cole és un poble dels Estats Units a l'estat d'Oklahoma. Segons el cens del 2000 tenia 473 habitants.

## Demografia
Segons el cens del 2000, Cole tenia 473 habitants, 169 habitatges, i 141 famílies. La densitat de població era de 12,1 habitants per km².
Dels 169 habitatges en un 40,2% hi vivien nens de menys de 18 anys, en un 71% hi vivien parelles casades, en un 4,7% dones solteres, i en un 16% no eren unitats familiars. En el 13% dels habitatges hi vivien persones soles el 4,1% de les quals corresponia a persones de 65 anys o més que vivien soles. El nombre mitjà de persones vivint en cada habitatge era de 2,8 i el nombre mitjà de persones que vivien en cada família era de 2,99.
Per edats la població es repartia de la següent manera: un 27,1% tenia menys de 18 anys, un 8,5% entre 18 i 24, un 30% entre 25 i 44, un 25,6% de 45 a 60 i un 8,9% 65 anys o més.
L'edat mediana era de 36 anys. Per cada 100 dones de 18 o més anys hi havia 104,1 homes.
La renda mediana per habitatge era de 40.588 $ i la renda mediana per família de 41.750 $. Els homes tenien una renda mediana de 29.732 $ mentre que les dones 18.542 $. La renda per capita de la població era de 14.474 $. Entorn del 10,2% de les famílies i el 10% de la població estaven per davall del llindar de pobresa.

## Poblacions més properes
El següent diagrama mostra les poblacions més properes.